# Македонска патриотична организация „Солун“ (Спрингфийлд)
Македонската патриотична организация „Солун“ е секция на Македонската патриотична организация в Спрингфийлд, Охайо, САЩ. Основана е на 22 април 1922 година в кафенето на Вангел Тонев от Воден и в присъствието на Сребрен Поппетров. Първоначално организацията е именувана „Мъченик“, но скоро след това е прекръстена на „Солун“. През 1927 година към нея е сформирана женска секция, а година по-късно е осветено организационното знаме.